# The Guardian (film fra 1917)
The Guardian er en amerikansk stumfilm fra 1917 af Arthur Ashley.

## Medvirkende
- Montagu Love som James Rokeby.
- June Elvidge som Marie Dacre.
- Arthur Ashley som Fenwick Harvey.
- William Black som William Donavan.
- Robert Broderick som Conlin.